# Saint-Sauveur-des-Landes
Saint-Sauveur-des-Landes (auf Bretonisch Kersalver-al-Lann) ist eine französische Gemeinde mit 1.565 Einwohnern (Stand: 1. Januar 2022) im Département Ille-et-Vilaine in der Region Bretagne. Sie gehört zum Arrondissement Fougères-Vitré und zum Kanton Fougères-1. Die Bewohner nennen sich Salvatorien. 

## Lage
Sie grenzt im Norden an Maen-Roch mit Saint-Étienne-en-Coglès, im Nordosten an Saint-Germain-en-Coglès, im Osten an Romagné, im Süden an La Chapelle-Saint-Aubert, im Südwesten an Rives-du-Couesnon mit Saint-Marc-sur-Couesnon und im Westen an Saint-Hilaire-des-Landes.

## Bevölkerungsentwicklung
| Jahr      | 1962 | 1968 | 1975 | 1982 | 1990 | 1999 | 2008 | 2013 |
| --------- | ---- | ---- | ---- | ---- | ---- | ---- | ---- | ---- |
| Einwohner | 898  | 881  | 892  | 957  | 1058 | 994  | 1369 | 1491 |

## Sehenswürdigkeiten
- Pfarrkirche Saint-Sauveur

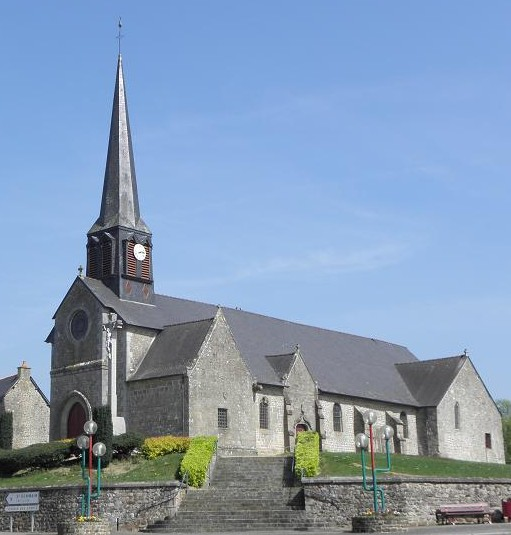
Kirche Saint-Sauveur
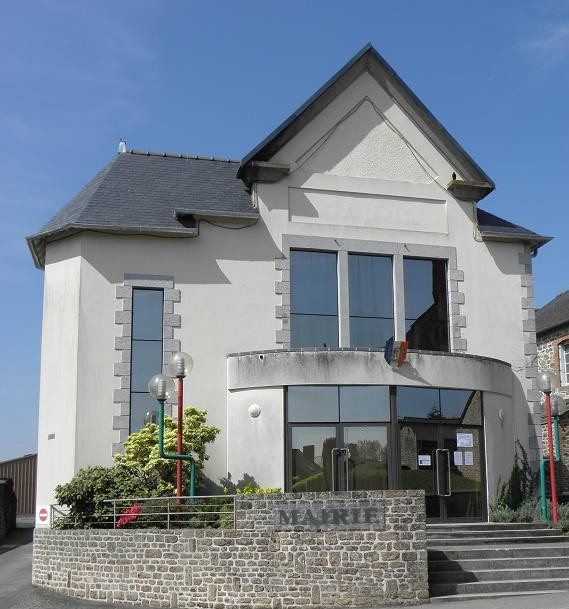
Mairie